# Hypena olypea
Hypena olypea är en fjärilsart som beskrevs av Swinhoe 1918. Hypena olypea ingår i släktet Hypena och familjen nattflyn. Inga underarter finns listade i Catalogue of Life.